# Sonia Bermúdez
Sonia Bermúdez Tribano (Vallecas, Madrid, 18 november 1984) is een Spaans voetbalster. Ze speelt sinds 2015 voor Atlético Madrid. Bermúdez debuteerde in 2005 in het Spaans nationaal elftal.

## Clubcarrière
Bermúdez begon met clubvoetbal bij Butarque de Leganés. Vervolgens speelde ze voor Pozuelo, Sporting de Huelva en CE Sabadell (2003-2004). In 2004 kwam Bermúdez bij Rayo Vallecano. Met de club uit haar geboortewijk won ze de Copa de la Reina (2008) en de drie landstitels (2009, 2010, 2011). In 2011 vertrok Bermúdez naar FC Barcelona Femení. Nieuwe prijzen volgden met drie landstitels (2012, 2013, 2015) en de nationale beker (2013). Bermúdez werd in de seizoenen 2011/2012 en 2012/2013 topscorer van de Primera División Femenina met respectievelijk 38 en 21 doelpunten. In 2014 vertrok ze op huurbasis naar Western New York Flash. Na het Amerikaanse voetbalseizoen keerde Bermúdez terug bij FC Barcelona. In 2015 ging Bermúdez voor Atlético Madrid spelen.

## Interlandcarrière
Bermúdez behoorde tot de selectie van het Spaans nationaal elftal voor het EK 2013. In 2015 behoorde ze tot de Spaanse selectie voor het WK in Canada. Bermúdez startte tegen Costa Rica in de basis en was invaller in de andere twee wedstrijden van Spanje op het toernooi.